# Trechispora granulifera
Trechispora granulifera är en svampart som beskrevs av Hallenb. 1978. Trechispora granulifera ingår i släktet Trechispora och familjen Hydnodontaceae.   Inga underarter finns listade i Catalogue of Life.